# Бондарь, Александр Евгеньевич
Алекса́ндр Евге́ньевич Бо́ндарь (род. 27 мая 1955) — российский учёный-физик, академик РАН (2019).

## Биография
В 1977 году окончил Новосибирский государственный университет, с 1977 года — стажёр-исследователь, старший лаборант, младший научный сотрудник, научный сотрудник, старший научный сотрудник Института ядерной физики СО АН СССР, с 1994 года заведующий сектором, с 1999 года заведующий лабораторией, с 2003 года — главный научный сотрудник. Заместитель директора ИЯФ по научной работе.

## Научная деятельность
- С 1994 года кандидат физико-математических наук (тема диссертации — «Системы регистрации рассеянных электронов детекторов МД-1 и КЕДР»)
- С 2003 года доктор физико-математических наук (тема диссертации — «Изучение нарушения CP-чётности в распадах B-мезонов в эксперименте Belle»)
- С 2003 года член-корреспондент РАН (отделение физических наук, секция ядерной физики).

Является членом двух диссертационных советов ИЯФ СО РАН, членом учёного совета ИЯФ, членом объединённого учёного совета СО РАН по физико-техническим наукам, член Совета научного планирования ЦЕРН (2005).

## Преподавательская деятельность
Преподаёт на физическом факультете Новосибирского государственного университета: с 1992 года ассистент на кафедре физики ускорителей, с 1996 года доцент, с 2007 года профессор кафедры физики элементарных частиц.
Разработал и читает фундаментальный годовой курс «Физика атомного ядра и элементарных частиц», с 2005 года читает спецкурс «Физика СР-нарушения».
С 2010 г. по 2020 г. — декан физического факультета НГУ.

## Общественная позиция
В феврале 2022 подписал открытое письмо российских учёных и научных журналистов с осуждением вторжения России на Украину и призывом вывести российские войска с украинской территории.

## Некоторые публикации
Автор более трёхсот статей в научных журналах. Имеет индекс Хирша 71.
Основные публикации:
- Бондарь А. Е., Грошев В. Р. и др. Пропорциональная камера с линией задержки для измерения координат с высокой точностью. Международное совещание по методике проволочных камер. Дубна, 1975.
- Блинов А. Е., Бондарь А. Е. и др. Измерение поляризации в накопителе методом рассеяния синхротронного излучения на встречном пучке // Труды 8-го совещания по ускорителям заряженных частиц. Протвино, 1982. Т. 2.
- Abe K., Bondar A. et al. Observation of large CP violation in the neutral B meson system // Phys. Rev. Lett. 2001. № 87. Р. 091812.
- Aulchenko V. M., Bondar A. E. et al. Measurement of the pion form-factor in the range 1,04 Gev to 1,38 GeV with the CMD-2 detector // JETP Lett. 2005. № 82. Р. 743—747; Pisma Zh. Eksp. Teor. Fiz. 2005. № 82. Р. 841—845.
- Poluektov A., Bondar A. et al. Measurement of phi (3) with Dalitz plot analysis of B+ → D (*) K (*) + decay // Phys. Rev. 2006. D. 73. Р. 112009.
- Бондарь А. Е., Пахлов П. Н., Полуэктов А. О. Наблюдение СР-нарушения в распадах В-мезонов // УФН. 2007. Т. 177. № 7. С. 697—720.